# Bélgica nos Jogos Olímpicos de Verão de 1960
A Bélgica participou dos Jogos Olímpicos de Verão de 1960 em Roma, Itália.